# Европско првенство у атлетици у дворани 1978 — скок удаљ за жене
Такмичење у скоку удаљ у женској конкуренцији на 8. Европском првенству у атлетици у дворани 1978. одржано је 11. марта  у Палати спортова Сан Сиро у Милану, (Италија).
Титулу европске првакиње освојену на Европском првенству у дворани 1977. у Минхену одбранила је Јармила Нигринова из Чехословачке.

## Земље учеснице
Учествовало је 12 скакачица удаљ из 12 земаља.
1. Бугарска (1)
2. Западна Немачка (2)
3. Источна Немачка (1)
4. Мађарска (1)
5. Пољска (1)
6. Португалија (1)
7. Румунија (1)
8. 8овјетски Савез (1)
9. Уједињено Краљевство (1)
10. Француска (1)
11. Чехословачка (1)

## Рекорди
| Рекорди пре почетка Европског првенства у дворани 1978.     | Рекорди пре почетка Европског првенства у дворани 1978. | Рекорди пре почетка Европског првенства у дворани 1978. | Рекорди пре почетка Европског првенства у дворани 1978. | Рекорди пре почетка Европског првенства у дворани 1978. | Рекорди пре почетка Европског првенства у дворани 1978. |
| ----------------------------------------------------------- | ------------------------------------------------------- | ------------------------------------------------------- | ------------------------------------------------------- | ------------------------------------------------------- | ------------------------------------------------------- |
| Светски рекорд                                              | Ангела Фојгт                                            | Источна Немачка                                         | 6,76                                                    | Берлин, Источна Немачка                                 | 24. јануар 1976.                                        |
| Европски рекорд у дворани                                   | Ангела Фојгт                                            | Источна Немачка                                         | 6,76                                                    | Берлин, Источна Немачка                                 | 24. јануар 1976.                                        |
| Рекорди европских првенстава у дворани                      | Мета Антенен                                            | Швајцарска                                              | 6,69                                                    | Гетеборг, Шведска                                       | 10. март 1974.                                          |
| Рекорди после завршеног Европског првенства у дворани 1978. |                                                         |                                                         |                                                         |                                                         |                                                         |
| Нових рекорда није било.                                    |                                                         |                                                         |                                                         |                                                         |                                                         |

### Најбољи европски резултати у 1978. години
Десет најбољих европских такмичарки у скоку удаљ у дворани 1978 године пре почетка првенства (12. марта19781), имале су следећи пласман на европској и светској ранг листи. (СРЛ)
| 1.    | Хајдемари Вићиск  | Источна Немачка      | 6,55 | 19. фебруар | 1.СРЛ |
| 2.    | Вилма Бардаускене | СССР                 | 6,54 | 29. јануар  | 2.СРЛ |
| 3.    | Илдико Ердељи     | Мађарска             | 6,53 | 21. фебруар | 3.СРЛ |
| 3.    | Сју Рив           | Уједињено Краљевство | 6,53 | 26. фебруар | 3.СРЛ |
| 5.    | Шаклин Курте      | Француска            | 6,52 | 11. фебруар | 5.СРЛ |
| 5.    | Карин Хенел       | Западна Немачка      | 6,52 | 25. фебруар | 5.СРЛ |
| 6→10. |                   |                      |      |             |       |

Такмичарке чија су имена подебљана учествовале су на ЕП.

## Освајачи медаља
|                                 |                        |                              |
| Јармина Стрејчкова Чехословачка | Илдико Ердељи Мађарска | Сју Рив Уједињено Краљевство |

## Резултати

### Финале
Одржано је само финално такмичење јер је учетвовало само 12  атлетичарки.
| Пласман | Атлетичарка        | Земља                | ЛР   | ЛРС  | #1   | #2   | #3   | #4   | #5   | #6   | Резултат | Белешка |
| ------- | ------------------ | -------------------- | ---- | ---- | ---- | ---- | ---- | ---- | ---- | ---- | -------- | ------- |
|         | Јармила Стрејчкова | Чехословачка         | 6,63 |      | 6,50 | 6,16 | 6,44 | 6,46 | 6,62 | 6,61 | 6,62     |         |
|         | Илдико Ердељи      | Мађарска             | 6,62 | 6,53 | x    | 6,07 | 6,28 | x    | 6,29 | 6,49 | 6,49     |         |
|         | Сју Рив            | Уједињено Краљевство | 6,53 | 6,53 | 6,24 | 6,43 | 6,48 | 6,36 | x    | 6,32 | 6,48     |         |
| 4.      | Жаклин Курте       | Француска            | 6,52 | 6,52 | 6,44 | 6,41 | 6,37 | 6,33 | 6,25 | 5,07 | 6,44     |         |
| 5.      | Хајдемари Вициск   | Источна Немачка      | 6,56 | 6,55 | 6,31 | 6,29 | 6,34 | 6,34 | 6,38 | 6,20 | 6,38     |         |
| 6.      | Ђина Панаи         | Румунија             |      | 6,53 | 6,22 | 6,20 | 6,34 | 6,04 | 6,12 | 6,17 | 6,34     |         |
| 7.      | Ана Влодарчик      | Пољска               | 6,45 | 645  |      |      |      |      |      |      | 6,31     |         |
| 8.      | Карин Хенел        | { Западна Немачка    | 6,52 | 6,52 |      |      |      |      |      |      | 6,28     |         |
| 9.      | Вилма Бардаскиене  | Совјетски Савез      | 6,57 | 6,54 |      |      |      |      |      |      | 6,15     |         |
| 10.     | Лидија Гушева      | Бугарска             |      |      |      |      |      |      |      |      | 6,11     |         |
| 11.     | Анке Вајгт         | Западна Немачка      |      |      |      |      |      |      |      |      | 6,10     |         |
| 12.     | Нора Араужо        | Португалија          |      |      |      |      |      |      |      |      | 5,70     |         |

Подебљани лични рекорди су и национални рекорди земље коју атлетичарка представља

## Укупни биланс медаља у скоку удаљ за жене после 9. Европског првенства у дворани 1970—1978.
|     | Земља                |   |   |   |    |
| --- | -------------------- | - | - | - | -- |
| 1.  | Чехословачка         | 2 | 2 | 1 | 5  |
| 2.. | Западна Немачка      | 2 | 2 | 0 | 4  |
| 3.  | Румунија             | 2 | 0 | 2 | 4  |
| 4.  | Совјетски Савез      | 1 | 1 | 1 | 3  |
| 4.  | Швајцарска           | 1 | 1 | 1 | 3  |
| 6.  | Бугарска             | 1 | 0 | 0 | 1  |
| 7.  | Мађарска             | 0 | 2 | 0 | 2  |
| 8.  | Пољска               | 0 | 1 | 2 | 3  |
| 9.  | Источна Немачка      | 0 | 0 | 1 | 1  |
| 9.  | Уједињено Краљевство | 0 | 0 | 1 | 1  |
|     | Укупно {10}          | 9 | 9 | 9 | 27 |

|    | Атлетичарка         | Земља           |   |   |   |    |
| -- | ------------------- | --------------- | - | - | - | -- |
| 1. | Јармила Нигринова   | Чехословачка    | 2 | 2 | 1 | 5' |
| 2, | Мета Антенен        | Швајцарска      | 1 | 1 | 1 | 3  |
| 3. | Хајде Розендал      | Западна Немачка | 1 | 1 | 0 | 2  |
| 3. | Лидија Алфејева     | Совјетски Савез | 1 | 1 | 0 | 2  |
| 5. | Виорика Вископољану | Румунија        | 1 | 0 | 1 | 2  |
| 6. | Илдико Ердељи       | Мађарска        | 0 | 2 | 0 | 2  |
| 7. | Мирослава Сарна     | Пољска          | 0 | 0 | 2 | 2  |